# Жев
Жев (на френски: Gesves) е селище в Южна Белгия, окръг Намюр на провинция Намюр. Населението му е около 6300 души (2006).